# Nicolás Diez
Nicolás Ignacio Diez Parajón (Buenos Aires, 9 febbraio 1977) è un ex calciatore argentino, con passaporto cileno, di ruolo centrocampista, allenatore dell'Argentinos Juniors.

## Palmarès

### Nazionale
- Campionato mondiale Under-20: 1

1997